# 瑞板
瑞板（1920年—1985年），男，傣族，云南瑞丽人，生于姐相广双寨，中华人民共和国政治人物，曾任第四、五届全国人大代表，第五届全国人大常委会委员。

## 生平
1950年5月，中国人民解放军进驻瑞丽，瑞板参加民兵联防，配合驻军“剿匪”，组织民众开展“反官租”运动，成为中国共产党在瑞丽进行民族工作的骨干。1955年瑞丽“和平协商土地改革”后，广双寨办起农业生产合作社，瑞板任社长，带领广双寨获得大丰收，广双寨成为“全国建设社会主义先进单位”，赴京出席表彰大会，获得周恩来签署的奖状。“文化大革命”初期，瑞板被“造反派”罢官夺权，安排去赶牛车、参与农业劳动。1974年，云南省政府推荐广双寨作为农业先进典型参加广交会春夏两季展出。同年8月，任中共瑞丽县委书记、县革委主任，常与“造反派”针锋相对的斗争，1979年2月卸任瑞丽县委书记职务，同年12月卸任革委主任（县长）职务。1977年4月任德宏州革命委员会副主任，1983年4月卸任，1984年8月当选德宏州政协副主席:101,123。1985年因病逝世。:748-749